# 塞納蒙特稜鏡
塞納蒙特稜鏡（英語：Sénarmont prism）是一種偏振器。 它由雙折射材料，例如方解石製成的兩個稜鏡組成，並且通常粘在一起。塞納蒙特稜鏡以發明者亨利·胡羅·德·塞納蒙特的名字命名。它類似於洛匈和沃拉斯頓稜鏡。 
在塞納蒙特稜鏡中，S偏振光的偏振方向垂直於穿過的入射平面（所有光線所在平面的光線）而不偏轉，而P偏振光（偏振方向在入射平面內）在內部介面處偏轉（折射）到不同的方向。因為兩個偏振方向都垂直於光軸，即傳播方向，所以這兩條光線都對應於第一分量稜鏡中的普通光線（o光線）。在第二個稜鏡中，S偏振光保持普通（o光線，垂直於光軸偏振），而P偏振光變為異常光線（e光線），沿光軸有偏振分量。由於有效折射率在介面上不會改變，因此S偏振光不會偏轉。另一方面，因為有效折射率在從o光線變為e光線時會發生變化，所以P偏振波發生折射
因為在兩個偏振器中，未偏轉的光線是內部介面後的o光線，而偏轉的光線則是e光線，塞那蒙特稜鏡在結構和作用上與洛匈稜鏡相似。然而，在洛匈稜鏡中，P偏振光在介面兩側保持為o光線，因此不會偏轉，而S偏振光從o光線變為e光線，因此會偏轉。

## 外部連結

Working principle of a Sénarmont prism

- （页面存档备份，存于） Olympus Microscopy primer on polarising prisms, but note labelling error in the figure for the Sénarmont prism.